# Standbeeld van Mahatma Gandhi (Kartaramstraat)
Er staat een standbeeld van Mahatma Gandhi in de Kartaramstraat in Paramaribo. Het beeld werd uit steen gemaakt door de kunstenaar S. Manna en op 2 oktober 1962 onthuld. Mahatma Gandhi (1869-1948) was een Indiaas verzetsstrijder die stond voor geweldloos protest en burgerlijke ongehoorzaamheid, rond de onafhankelijkheid van India.
Het is het tweede standbeeld van hem in Paramaribo, het eerste standbeeld van hem werd drie jaar eerder onthuld en staat aan de Knuffelsgracht. Verder staat er nog een borstbeeld van Mahatma Gandhi in Nieuw-Nickerie.
Dit beeld staat op het terrein van de Kartaramstraat 1, op de hoek van de Anniestraat, dat in die tijd aan het Hindoestaanse sociaal-cultureel centrum Shanti Dal toebehoorde. De motor achter het centrum was B Kartaram. Het organiseerde in die tijd activiteiten en discussies waar bekende Surinamers op afkwamen, zoals de latere (vice)presidenten Ronald Venetiaan, Jules Wijdenbosch en Jules Ajodhia, en verschillende ministers. Hier werd jaarlijks de verjaardag van Gandhi op 2 oktober gevierd.